# Icare : L'Envol du jeu vidéo
Pour les articles homonymes, voir Icare (homonymie).
Icare : L'Envol du jeu vidéo, ou Icare Mag, est un magazine français consacré aux jeux vidéo créé par Aurélien Beuzard et lancé en février 2011.

## Présentation
Icare Mag est un magazine d'analyse et de fiction littéraire consacré aux jeux vidéo créé par Aurélien Beuzard et lancé en février 2011. Le magazine « tente de s'éloigner des standards ». Chaque numéro est centré sur un jeu vidéo : God of War pour le premier, Deus Ex pour le deuxième, et Spec Ops: The Line pour le troisième. Un quatrième numéro, jamais paru, devait être consacré à Afterfall: Insanity (en). Le magazine aborde différents thèmes en lien avec chaque jeu à travers des dossiers et des entretiens avec les créateurs, et offre des illustrations inédites réalisées par des artistes. Pour Aurélien Beuzard, « l’objectif du magazine est de faire réfléchir, de donner du sens. » Le magazine ne comporte pas de publicité, et est financé participativement via Ulule,, et Tipeee. Aurélien Beuzard réalise seul la quasi-totalité du magazine,.

## Réception critique
La rédaction de Jeuxvideo.com qualifie Icare d' « excellent magazine », « ambitieux, qui vous propose une analyse thématique très poussée à chacune de ses sorties. »
Marcus déclare avoir été « franchement impressionné » par le premier numéro d'Icare Mag, consacré à God of War, et fait l'éloge de son « écriture talentueuse. » Pour le célèbre animateur, le magazine « aborde les choses sous un angle radicalement différent » et « grouille d'infos, d'illustrations magnifiques parfois inédites, de storyboards et d'anecdotes. » Il apprécie que le magazine soit « ambitieux, audacieux, malin, original, ne manque pas d'humour, et ose aussi critiquer de manière constructive. »
Le site Allociné publie une critique du troisième numéro du magazine, consacré à Spec Ops: The Line, qui est jugé « fidèle à ce qu'il était déjà auparavant. Soit un remarquable concentré d'analyses pointues mais accessibles, d'anecdotes et de décorticages de références [...]. Au-delà de la qualité du contenu du magazine, l'auteur livre surtout une analyse qui bouleverse radicalement la perception du jeu et de ses thèmes. »
Pour Aurelie Knosp de Joypad.fr, le numéro consacré à Spec Ops: The Line est une « lecture incontournable. » Elle explique : « J’ai acheté Icare Mag avec beaucoup d’hésitation. Je n’avais pas joué au jeu, et entendre parler de jeux de guerre ne m’enchantait pas vraiment. Puis, sur les conseils d’un ami, qui a insisté, j'ai fini Spec Ops: The Line. J’ai de suite dévoré les 140 pages qui analysent le jeu. Et j’en ressorts toute retournée, mes préjugés sur les jeux de guerre enfouis sous terre. Si j’avais le temps, je rallumerai bien ma console, pour revivre la « dramatique » aventure de Walker, Lugo, et Adam. [...] Mon test [du jeu] n’existerait pas sans le travail du talentueux Aurélien. En effet, ce sont les thèmes abordés par sa riche analyse du jeu qui m’ont d’autant plus motivé à jouer. Religion, géopolitique, cinéma, musique, poésie, psychologie, art, économie, ...et guerre font partie des nombreux sujets traités dans ce magazine. »